# 1532 în literatură
- 1531 în literatură — 1532 în literatură — 1533 în literatură

Anul 1532 în literatură a implicat o serie de evenimente semnificative. 

## Cărți noi
- François Rabelais - Gargantua și Pantagruel (roman).

## Eseuri
- Guillaume Budé - Libellorumque magistri in praetorio, altera aeditio annotationum in pandectas. Paris, Josse Bade

## Nașteri
- 19 februarie : Jean-Antoine de Baïf, poet francez (d. 1589).
- Étienne Jodelle, poet și dramaturg francez (d. 1573).

## Decese
Format:1532